# Filtre analogique passif
Pour les articles homonymes, voir filtre.
Cet article concerne l'histoire et le développement des filtres analogiques linéaires passifs utilisés en électronique. Pour des filtres linéaires ou électronique en général, voir filtre linéaire et filtre électronique.
Les filtres analogiques passifs sont un élément de base du traitement du signal très utilisé en électronique. Parmi leurs nombreuses applications, on peut citer la séparation d'un signal audio avant de l'appliquer à un haut-parleur des basses, à celui des médiums et à celui des aigus ; la combinaison et la séparation ultérieure de plusieurs conversations téléphoniques sur un seul canal ; la sélection d'une station de radio choisie dans un récepteur radio et le rejet des autres.
Les filtres électroniques analogiques linéaires passifs sont les filtres qui peuvent être décrits par des équations différentielles linéaires (linéaires) ; ils sont composés de condensateurs, d'inductances et, parfois, de résistances (composants passifs discrets) et sont conçus pour fonctionner sur des signaux analogiques variant de manière continue. Il existe de nombreux filtres linéaires dont la mise en œuvre n'est pas analogique (filtres numériques), et de nombreux filtres électroniques dont la topologie n'est pas passive - qui peuvent tous deux avoir la même fonction de transfert que les filtres décrits dans cet article. Les filtres analogiques sont le plus souvent utilisés dans des applications de filtrage d'ondes, c'est-à-dire lorsqu'il est nécessaire de laisser passer certaines composantes de fréquence et d'en rejeter d'autres à partir de signaux analogiques (temps continu).
Les filtres analogiques ont joué un rôle important dans le développement de l'électronique. Dans le domaine des télécommunications en particulier, les filtres ont joué un rôle crucial dans un certain nombre de percées technologiques et ont été la source d'énormes profits pour les entreprises de télécommunications. Il n'est donc pas surprenant que les premiers développements des filtres aient été intimement liés aux lignes de transmission. La théorie des lignes de transmission a donné naissance à la théorie des filtres, qui a d'abord pris une forme très similaire, et la principale application des filtres était leur utilisation sur les lignes de transmission des télécommunications. Cependant, l'arrivée des techniques de synthèse des filtres linéaires (synthèse de réseau) a considérablement amélioré le degré de contrôle du concepteur.
Aujourd'hui, on préfère souvent effectuer le filtrage dans le domaine numérique, où les algorithmes complexes sont beaucoup plus faciles à mettre en œuvre, mais les filtres analogiques trouvent encore des applications, en particulier pour les tâches de filtrage simple de bas ordre, et sont souvent la norme à des fréquences plus élevées où la technologie numérique n'est toujours pas pratique, ou du moins moins rentable. Dans la mesure du possible, et en particulier aux basses fréquences, les filtres analogiques sont désormais mis en œuvre dans une topologie de filtre (en) qui emploie un composant actif afin d'éviter les composants bobinés (c'est-à-dire les inductances, les transformateurs, etc.) requis par la topologie à base de composants passifs.
Il est possible de concevoir des filtres mécaniques analogiques linéaires en utilisant des composants mécaniques qui filtrent les vibrations mécaniques ou les ondes acoustiques. Bien qu'il y ait peu d'applications pour de tels dispositifs en mécanique, ils peuvent être utilisés en électronique avec l'ajout de transducteurs pour convertir vers et depuis le domaine électrique. En effet, certaines des premières idées de filtres étaient des résonateurs acoustiques parce que la technologie électronique était mal comprise à l'époque. En principe, la conception de ces filtres peut être réalisée entièrement en termes de contreparties électroniques des quantités mécaniques, avec l'énergie cinétique, l'énergie potentielle et l'énergie thermique correspondant respectivement à l'énergie dans les inducteurs, les condensateurs et les résistances.

## Rappels historiques
Il existe trois étapes principales dans l'histoire du développement des filtres analogiques passifs :
1. Filtres simples. La dépendance en fréquence de la réponse électrique était connue très tôt pour les condensateurs et les inductances. Le phénomène de résonance était également connu depuis longtemps et il était possible de produire des filtres simples à une seule branche avec ces composants. Bien que des tentatives aient été faites dans les années 1880 pour les appliquer à la télégraphie, ces conceptions se sont avérées inadéquates pour un multiplexage par répartition en fréquence réussi. L'analyse des réseaux n'était pas encore assez puissante pour fournir la théorie de filtres plus complexes et les progrès ont été entravés par une incapacité générale à comprendre la nature des signaux dans le domaine fréquentiel.
2. La théorie des filtres image s'est développée à partir de la ligne de transmission. La théorie des filtres image est issue de la théorie des lignes de transmission et la conception s'est déroulée de manière similaire à l'analyse des lignes de transmission. Pour la première fois, il a été possible de produire des filtres dont la bande passante et d'autres paramètres pouvaient être contrôlés avec précision. Ces développements ont eu lieu dans les années 1920 et les filtres produits selon ces conceptions étaient encore largement utilisés dans les années 1980, ne diminuant qu'au fur et à mesure du déclin de l'utilisation des télécommunications analogiques. Leur application immédiate a été le développement économiquement important du multiplexage par répartition en fréquence pour une utilisation sur les lignes interurbaines et internationales.
3. Filtres de synthèse de réseau. Les bases mathématiques de la synthèse de réseau ont été posées dans les années 1930 et 1940. Après la Seconde Guerre mondiale, la synthèse de réseau est devenue le principal outil de conception de filtre (en). La synthèse de réseau a placé la conception de filtres sur une base mathématique solide, la libérant des techniques mathématiquement négligées de la conception d'images et coupant le lien avec les lignes physiques. L'essence de la synthèse de réseau est qu'elle produit une conception qui (au moins si elle est mise en œuvre avec des composants idéaux) reproduira avec précision la réponse spécifiée à l'origine en termes de boîte noire.

Dans cet article, les lettres R, L et C sont utilisées avec leur signification habituelle pour représenter respectivement la résistance, l'inductance et la capacité. Ils sont notamment utilisés dans des combinaisons, telles que LC, pour désigner, par exemple, un réseau composé uniquement d'inductances et de condensateurs. Z est utilisé pour l'impédance électrique, toute combinaison à 2 bornes d'éléments RLC et, dans certaines sections, D est utilisé pour la quantité rarement observée d'élastance (en), qui est l'inverse de la capacité.

## Résonance
Les premiers filtres utilisaient le phénomène de résonance pour filtrer les signaux. Bien que la résonance électrique ait été étudiée très tôt par les chercheurs, elle n'était pas très bien comprise par les ingénieurs électriciens. Par conséquent, le concept beaucoup plus familier de résonance acoustique (qui à son tour peut être expliqué en termes de résonance mécanique (en) encore plus familière) a trouvé son chemin dans la conception des filtres avant la résonance électrique. La résonance peut être utilisée pour obtenir un effet de filtrage parce que le dispositif résonant répondra aux fréquences à, ou proches de, la fréquence de résonance mais ne répondra pas aux fréquences éloignées de la résonance. Par conséquent, les fréquences éloignées de la résonance sont filtrées de la sortie de l'appareil.

### Résonance électrique

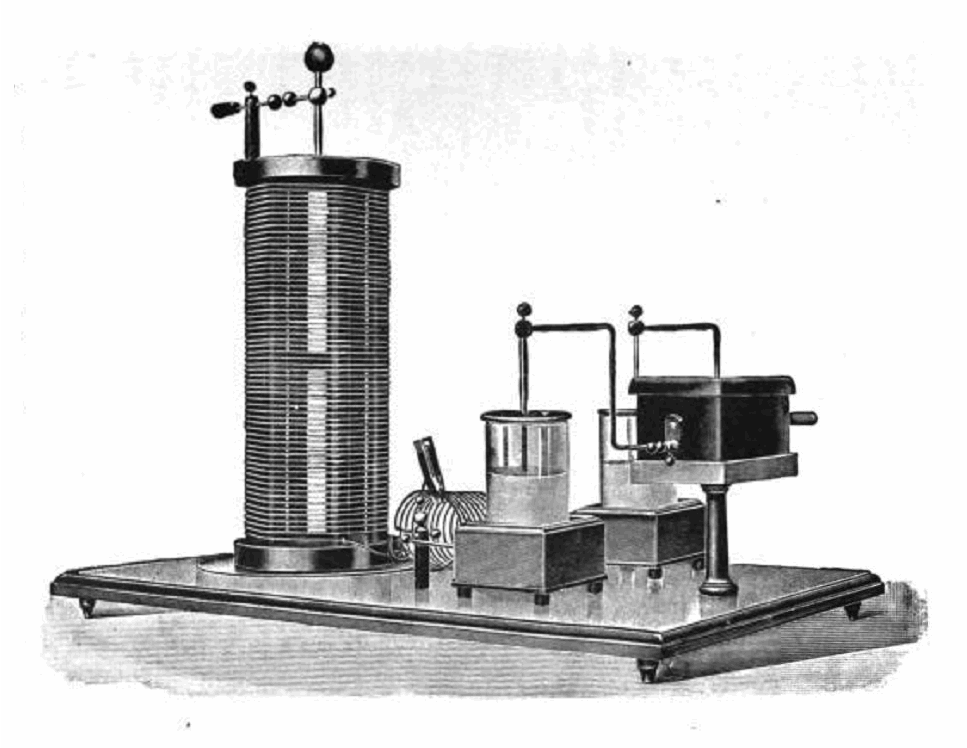
Un exemple de 1915 d'un premier type de circuit résonant connu sous le nom de bobine Oudin qui utilise des bouteilles de Leyde pour la capacité.

La résonance a été remarquée très tôt lors d'expériences avec la bouteille de Leyde, inventée en 1746. La bouteille de Leyde stocke l'électricité grâce à sa capacité et constitue en fait une forme précoce de condensateur. Lorsqu'une bouteille de Leyde est déchargée en permettant à une étincelle de sauter entre les électrodes, la décharge est oscillatoire. Ce phénomène n'a pas été soupçonné avant 1826, lorsque Felix Savary en France, et plus tard (1842) Joseph Henry aux États-Unis ont remarqué qu'une aiguille en acier placée près de la décharge ne se magnétisait pas toujours dans la même direction. Ils en conclurent tous deux indépendamment qu'il y avait une oscillation transitoire qui s'éteignait avec le temps.
Hermann von Helmholtz a publié en 1847 son important travail sur la conservation de l'énergie dans lequel il utilise en partie ces principes pour expliquer pourquoi l'oscillation s'éteint, que c'est la résistance du circuit qui dissipe l'énergie de l'oscillation à chaque cycle successif. Helmholtz a également noté que les expériences d'électrolyse de William Hyde Wollaston prouvaient l'existence d'une oscillation. Wollaston tentait de décomposer l'eau par choc électrique, mais il a découvert que de l'hydrogène et de l'oxygène étaient présents aux deux électrodes. Dans une électrolyse normale, ils se séparent, un à chaque électrode.
Helmholtz a expliqué pourquoi l'oscillation diminuait, mais il n'a pas expliqué pourquoi elle s'est produite en premier lieu. Cette question a été laissée à Sir William Thomson (Lord Kelvin) qui, en 1853, a postulé qu'il y avait une inductance présente dans le circuit ainsi que la capacité de la bouteille de Leyde et la résistance de la charge. Cela a permis d'établir la base physique du phénomène - l'énergie fournie par la bouteille était en partie dissipée dans la charge, mais aussi en partie stockée dans le champ magnétique de l'inducteur.
Jusqu'à présent, l'étude portait sur la fréquence naturelle de l'oscillation transitoire d'un circuit résonant résultant d'un stimulus soudain. Plus important du point de vue de la théorie des filtres est le comportement d'un circuit résonant lorsqu'il est piloté par un signal AC externe : il y a un pic soudain dans la réponse du circuit lorsque la fréquence du signal de pilotage est à la fréquence de résonance du circuit. James Clerk Maxwell a entendu parler du phénomène par Sir William Grove en 1868 dans le cadre d'expériences sur les dynamos, et était également au courant des travaux antérieurs de Henry Wilde (en) en 1866. Maxwell explique la résonance mathématiquement, avec un ensemble d'équations différentielles, dans les mêmes termes qu'un circuit RLC est décrit aujourd'hui,,.
Heinrich Hertz (1887) a démontré expérimentalement le phénomène de résonance en construisant deux circuits résonnants, dont l'un était entraîné par un générateur et l'autre était accordable et uniquement couplé au premier par voie électromagnétique (c.-à-d., sans connexion de circuit). Hertz a montré que la réponse du second circuit était maximale lorsqu'il était accordé avec le premier. Les diagrammes produits par Hertz dans cet article ont été les premiers tracés publiés d'une réponse résonante électrique,.

### Résonance acoustique
Comme mentionné précédemment, c'est la résonance acoustique qui a inspiré les applications de filtrage ; la première application étant un système télégraphique connu sous le nom de "télégraphe harmonique". Des versions sont dues à Elisha Gray, Alexander Graham Bell (années 1870), Ernest Mercadier et d'autres. Son but était de transmettre simultanément un certain nombre de messages télégraphiques sur la même ligne et représente une première forme de multiplexage par répartition en fréquence (MRF ou FDM). Le multiplexage par répartition en fréquence exige que l'émetteur transmette sur des fréquences différentes pour chaque canal de communication. Cela nécessite des résonateurs accordés individuellement, ainsi que des filtres pour séparer les signaux à l'extrémité réceptrice. Le télégraphe harmonique y parvenait grâce à des anches accordées à une commande électromagnétique du côté émission qui faisaient vibrer des anches similaires à l'extrémité réception. Seule l'anche ayant la même fréquence de résonance que l'émetteur vibrait de manière notable à l'extrémité réceptrice.
Incidemment, le télégraphe harmonique a directement suggéré à Bell l'idée du téléphone. Les anches peuvent être considérées comme des transducteurs convertissant le son en un signal électrique. Il n'y a pas de grandes différences entre cette vision du télégraphe harmonique et l'idée que la parole peut être convertie en un signal électrique et à partir de celui-ci,.

### Les débuts du multiplexage

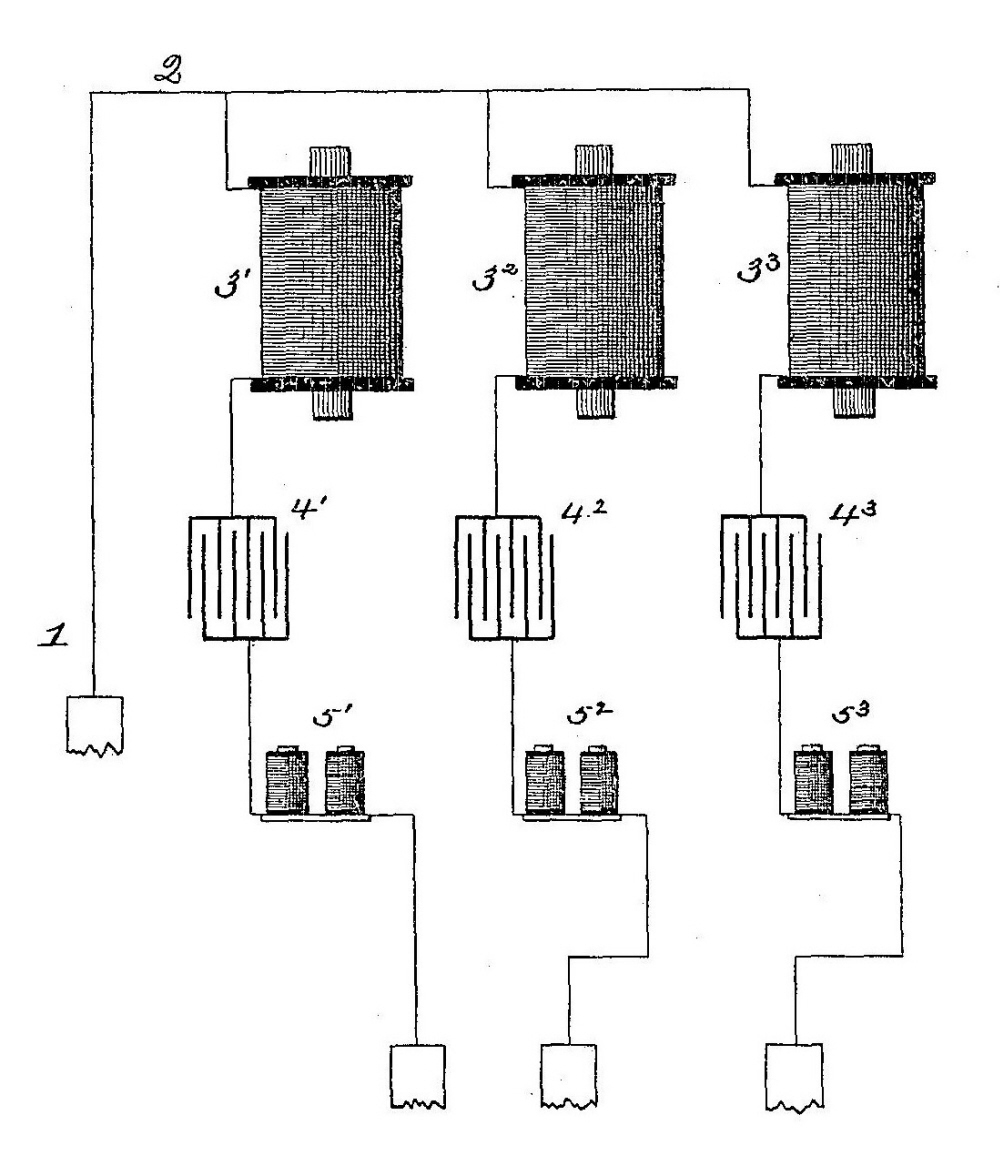
Le filtre télégraphique multiple de Hutin et Leblanc de 1891 montrant l'utilisation de circuits résonnants dans le filtrage,.

Dans les années 1890, la résonance électrique était beaucoup mieux comprise et faisait désormais partie intégrante de la panoplie de l'ingénieur. En 1891, Hutin et Leblanc ont breveté un schéma FDM pour les circuits téléphoniques utilisant des filtres de circuit résonants. Des brevets rivaux ont été déposés en 1892 par Michael Pupin et John Stone Stone avec des idées similaires, la priorité ayant finalement été accordée à Pupin. Cependant, aucun schéma utilisant de simples filtres de circuits résonnants ne peut réussir à multiplexer (c.-à-d. combiner) la bande passante plus large des canaux téléphoniques (par opposition au télégraphe) sans restreindre de manière inacceptable la bande passante de la parole ou sans que l'espacement des canaux soit si large qu'il rende les avantages du multiplexage non rentables,.
La raison technique fondamentale de cette difficulté est que la réponse en fréquence d'un filtre simple s'approche d'une pente de 6 dB/octave loin du point de résonance. Cela signifie que si les canaux téléphoniques sont placés côte à côte dans le spectre de fréquences, il y aura une diaphonie entre les canaux adjacents pour n'importe quel canal. Ce qu'il faut, c'est un filtre beaucoup plus sophistiqué qui a une réponse en fréquence plate dans la bande passante requise comme un circuit résonant à faible Q, mais dont le gain diminue rapidement (beaucoup plus vite que 6 dB/octave) à la transition de la bande passante à la bande d'arrêt comme un circuit résonant à Q élevé. Il est évident que ces exigences contradictoires doivent être satisfaites avec un seul circuit résonant. La solution à ces besoins était fondée sur la théorie des lignes de transmission et, par conséquent, les filtres nécessaires n'ont pas été disponibles avant que cette théorie ne soit entièrement développée. À ce stade précoce, l'idée de largeur de bande du signal, et donc le besoin de filtres pour s'y adapter, n'était pas entièrement comprise ; en effet, il a fallu attendre 1920 pour que le concept de largeur de bande soit pleinement établi. Pour les débuts de la radio, les concepts de facteur Q, de sélectivité et d'accord étaient suffisants. Tout cela allait changer avec le développement de la théorie des lignes de transmission sur laquelle les filtres image (en) sont basés, comme expliqué dans la section suivante.

Au début du siècle, lorsque les lignes téléphoniques sont devenues disponibles, il est devenu fréquent d'ajouter le télégraphe aux lignes téléphoniques avec un circuit fantôme (en) de retour à la terre. Un filtre LC était nécessaire pour empêcher les clics télégraphiques d'être entendus sur la ligne téléphonique. À partir des années 1920, les lignes téléphoniques ou les lignes équilibrées dédiées à cet effet, ont été utilisées pour la télégraphie FDM à des fréquences audio. Le premier de ces systèmes au Royaume-Uni était une installation de Siemens and Halske entre Londres et Manchester. GEC et AT&T ont également eu des systèmes FDM. Des paires séparées étaient utilisées pour les signaux d'émission et de réception. Les systèmes Siemens et GEC disposaient de six canaux télégraphiques dans chaque direction, le système AT&T en avait douze. Tous ces systèmes utilisaient des oscillateurs électroniques pour générer une porteuse différente pour chaque signal télégraphique et nécessitaient une banque de filtres passe-bande pour séparer le signal multiplexé à la réception.

## Théorie des lignes de transmission

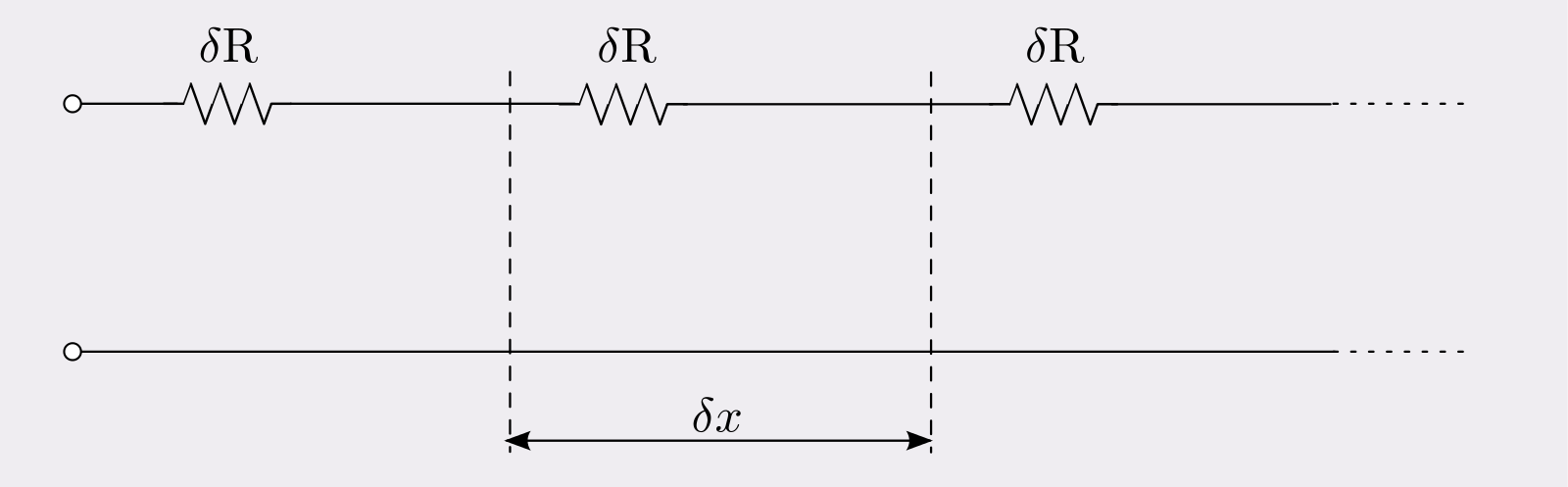
Le modèle d'Ohm de la ligne de transmission était simplement une résistance.

Le modèle de ligne de transmission de Lord Kelvin tenait compte de la capacité et de la dispersion qu'elle entraînait. Le diagramme représente le modèle de Kelvin traduit en termes modernes en utilisant des éléments infinitésimaux, mais ce n'était pas l'approche réelle utilisée par Kelvin.

Modèle de Heaviside de la ligne de transmission. Dans les trois diagrammes, L, R, C et G sont les constantes primaires de la ligne. Les infinitésimales δL, δR, δC et δG sont respectivement Lδx, Rδx, Cδx and Gδx.

Le premier modèle de ligne de transmission a probablement été décrit par Georg Ohm (1827), qui a établi que la résistance d'un fil est proportionnelle à sa longueur,. Le modèle d'Ohm ne comprenait donc que la résistance. Latimer Clark a noté que les signaux étaient retardés et allongés le long d'un câble, une forme indésirable de distorsion aujourd'hui appelée dispersion mais alors appelée « retard », et Michael Faraday (1853) a établi que cela était dû à la capacité présente dans la ligne de transmission,. Lord Kelvin (1854) a trouvé la description mathématique correcte nécessaire dans son travail sur les premiers câbles transatlantiques ; il est arrivé à une équation identique à la conduction d'une impulsion de chaleur le long d'une barre métallique. Ce modèle n'intègre que la résistance et la capacité, mais c'est tout ce qui était nécessaire dans les câbles sous-marins dominés par les effets de capacité. Le modèle de Kelvin prédit une limite à la vitesse de signalisation télégraphique d'un câble, mais Kelvin n'utilise toujours pas le concept de largeur de bande, la limite est entièrement expliquée en termes de dispersion des symboles télégraphiques. Le modèle mathématique de la ligne de transmission a atteint son développement le plus complet avec Oliver Heaviside.
Heaviside (1881) a introduit une inductance en série et une conductance shunt dans le modèle, ce qui fait quatre éléments distribués en tout. Ce modèle est aujourd'hui connu sous le nom d'équations des télégraphistes et les paramètres des éléments distribués sont appelés constantes de la ligne primaires,.
Les travaux de Heaviside (1887) ont montré que les performances des lignes télégraphiques, et plus particulièrement des lignes téléphoniques, pouvaient être améliorées par l'ajout d'une inductance à la ligne. George Campbell (en) chez AT&T a mis en œuvre cette idée (1899) en insérant des bobines de charge à intervalles réguliers le long de la ligne. Campbell a découvert qu'en plus des améliorations apportées aux caractéristiques de la ligne dans la bande passante, il y avait également une fréquence définie au-delà de laquelle les signaux ne pouvaient pas être transmis sans une atténuation importante. Cela est dû au fait que les bobines de charge et la capacité de la ligne forment un filtre passe-bas ; un effet qui n'est apparent que sur les lignes incorporant des composants discrets tels que les bobines de charge. Ceci a naturellement conduit Campbell (1910) à produire un filtre avec topologie en échelle (en), un coup d'œil au schéma de circuit de ce filtre suffit pour voir sa relation avec une ligne de transmission chargée. Le phénomène de coupure est généralement un effet secondaire indésirable en ce qui concerne les lignes chargées, mais pour les filtres de lignes téléphoniques FDM, c'est précisément ce qui est recherché. Pour cette application, Campbell a produit des filtres passe-bande selon la même topologie en échelle en remplaçant les inductances et les condensateurs par des résonateurs et des anti-résonateurs respectivement. La ligne chargée et le multiplexage FDM ont été d'un grand intérêt économique pour AT&T, ce qui a conduit à un développement rapide du filtrage à partir de ce moment-là.

## Filtres image

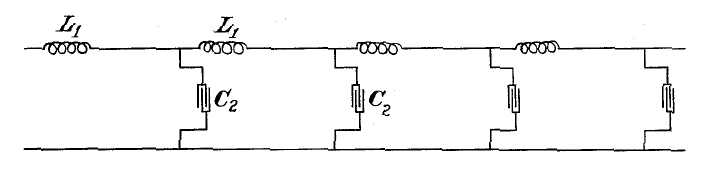
L'esquisse de Campbell de la version passe-bas de son filtre, tirée de son brevet de 1915 montrant la topologie de l'échelle maintenant omniprésente avec des condensateurs pour les barreaux de l'échelle et des inductances pour les montants. Les filtres de conception plus moderne adoptent souvent la même topologie en échelle que celle utilisée par Campbell. Il faut comprendre que, bien qu'ils soient superficiellement similaires, ils sont en réalité très différents. La construction en échelle est essentielle au filtre Campbell et toutes les sections ont des valeurs d'éléments identiques. Les conceptions modernes peuvent être réalisées dans n'importe quel nombre de topologies, le choix de la topologie en échelle n'étant qu'une question de commodité. Leur réponse est assez différente (meilleure) de celle de Campbell et les valeurs des éléments, en général, seront toutes différentes.

Les filtres conçus par Campbell ont été nommés filtres à ondes en raison de leur propriété de passer certaines ondes et d'en rejeter fortement d'autres. La méthode par laquelle ils étaient conçus était appelée méthode des paramètres d'image,, et les filtres conçus selon cette méthode sont appelés « filtres image ». La méthode d'image consiste essentiellement à développer les constantes de transmission (en) d'une chaîne infinie de sections de filtre identiques, puis à terminer le nombre fini désiré de sections de filtre dans l'impédance image (en). Cela correspond exactement à la manière dont les propriétés d'une longueur finie de ligne de transmission sont dérivées des propriétés théoriques d'une ligne infinie, l'impédance image correspondant à l'impédance caractéristique de la ligne.
À partir de 1920, John Carson, qui travaillait également pour AT&T, a commencé à développer une nouvelle façon d'étudier les signaux en utilisant le calcul opérationnel de Heaviside qui, par essence, travaille dans le domaine fréquentiel. Cela a donné aux ingénieurs d'AT&T une nouvelle vision du fonctionnement de leurs filtres et a conduit Otto Zobel à inventer de nombreuses formes améliorées. Carson et Zobel ont progressivement démoli de nombreuses idées anciennes. Par exemple, les anciens ingénieurs du télégraphe pensaient que le signal était une fréquence unique et cette idée a persisté jusqu'à l'ère de la radio, certains croyant encore que la transmission par modulation de fréquence (FM) pouvait être réalisée avec une largeur de bande plus petite que le signal en bande de base, jusqu'à la publication de l'article de Carson en 1922. Une autre avancée concernait la nature du bruit, Carson et Zobel (1923) traitait le bruit comme un processus aléatoire avec une largeur de bande continue, une idée qui était bien en avance sur son temps, et limitait donc la quantité de bruit qu'il était possible d'éliminer par filtrage à la partie du spectre de bruit qui tombait en dehors de la bande passante. Cette idée n'a pas non plus été généralement acceptée au début, et a notamment été combattue par Edwin Armstrong (qui, ironiquement, a en fait réussi à réduire le bruit grâce à la FM à large bande) et n'a finalement été acceptée qu'avec les travaux de Harry Nyquist dont la puissance du bruit thermique est bien connue aujourd'hui.
Plusieurs améliorations ont été apportées aux filtres image et à leur théorie de fonctionnement par Otto Zobel. Zobel a inventé le terme filtre à k constant (en)  (ou filtre de type k) pour distinguer le filtre de Campbell des types ultérieurs, notamment le filtre à m-dérivé (en) de Zobel (ou filtre de type m). Les problèmes particuliers que Zobel essayait de résoudre avec ces nouvelles formes étaient l'adaptation d'impédance dans les terminaisons et l'amélioration de la pente du roll-off. Ces objectifs ont été atteints au prix d'une augmentation de la complexité du circuit de filtrage,.
Une méthode plus systématique de production de filtres image a été introduite par Hendrik Bode (1930) et développée par plusieurs autres chercheurs, dont Piloty (1937-1939) et Wilhelm Cauer (1934-1937). Plutôt que d'énumérer le comportement (fonction de transfert, fonction d'atténuation, fonction de retard, etc.) d'un circuit spécifique, une exigence concernant l'impédance de l'image elle-même a été développée. L'impédance image peut être exprimée en termes d'impédances en circuit ouvert et en court-circuit du filtre comme {\displaystyle \scriptstyle Z_{i}={\sqrt {Z_{o}Z_{s}}}}. Comme l'impédance image doit être réelle dans les bandes passantes et imaginaire dans les bandes d'arrêt selon la théorie de l'image, il faut que les pôles et les zéros de Zo et Zs s'annulent dans la bande passante et se correspondent dans la bande d'arrêt. Le comportement du filtre peut être entièrement défini en termes de positions dans le plan complexe de ces paires de pôles et de zéros. Tout circuit qui possède les pôles et les zéros requis aura également la réponse requise. Cauer s'est penché sur deux questions liées à cette technique : quelles spécifications de pôles et de zéros sont réalisables en tant que filtres passifs et quelles réalisations sont équivalentes les unes aux autres. Les résultats de ces travaux ont conduit Cauer à développer une nouvelle approche, aujourd'hui appelée synthèse de réseau,,.
Cette vision des "pôles et zéros" de la conception des filtres était particulièrement utile lorsqu'une banque de filtres, fonctionnant chacun à des fréquences différentes, était connectée sur la même ligne de transmission. L'approche précédente n'était pas en mesure de traiter correctement cette situation, mais l'approche "pôles et zéros" pouvait l'englober en spécifiant une impédance constante pour le filtre combiné. Ce problème était à l'origine lié à la téléphonie FDM, mais il se pose maintenant fréquemment dans les  filtres de croisement audio (crossover) de haut-parleurs.

## Filtres de synthèse de réseau
L'essence de la synthèse de réseau (en) est de partir d'une réponse de filtre requise et de produire un réseau qui fournit cette réponse, ou qui s'en rapproche dans une limite spécifiée. C'est l'inverse de l'analyse de réseau (en) qui part d'un réseau donné et, en appliquant les divers théorèmes. Le terme a été utilisé pour la première fois dans ce sens dans la thèse de doctorat de Yuk-Wing Lee (en) (1930) et est apparemment né d'une conversation avec Vannevar Bush. L'avantage de la synthèse de réseau par rapport aux méthodes précédentes est qu'elle fournit une solution qui répond précisément aux spécifications de conception. Ce n'est pas le cas des filtres image, qui nécessitent un certain degré d'expérience dans leur conception, car le filtre image ne répond à la spécification de conception que dans le cas irréaliste d'une terminaison dans sa propre impédance d'image, ce qui nécessiterait de produire le circuit exact recherché. La synthèse de réseau, en revanche, prend en charge les impédances de terminaison en les incorporant simplement dans le réseau en cours de conception.
Le développement de l'analyse de réseau a dû avoir lieu avant que la synthèse de réseau ne soit possible. Les théorèmes de Gustav Kirchhoff et d'autres et les idées de Charles Steinmetz (phaseurs) et Arthur Kennelly (impédance complexe) ont jeté les bases. Le concept de port a également joué un rôle dans le développement de la théorie, et s'est avéré être une idée plus utile que les terminaux de réseau,. Le premier jalon sur la voie de la synthèse de réseau a été un article important de Ronald M. Foster (1924) intitulé A Reactance Theorem, dans lequel Foster introduit l'idée d'une impédance de point moteur (en), c'est-à-dire l'impédance qui est connectée au générateur. L'expression de cette impédance détermine la réponse du filtre et vice versa, et une réalisation du filtre peut être obtenue par expansion de cette expression. Il n'est pas possible de réaliser n'importe quelle expression d'impédance arbitraire sous la forme d'un réseau. Le théorème de réactance de Foster stipule les conditions nécessaires et suffisantes pour la réalisabilité : la réactance doit être algébriquement croissante avec la fréquence et les pôles et les zéros doivent alterner,.
Wilhelm Cauer a développé les travaux de Foster (1926) et a été le premier à parler de la réalisation d'une impédance à un port avec une fonction de fréquence prescrite. Les travaux de Foster ne considéraient que les réactances (c'est-à-dire uniquement les circuits de type LC). Cauer l'a généralisé à n'importe quel réseau à un port de type 2 éléments, et a constaté qu'il existait un isomorphisme entre eux. Il a également trouvé des réalisations en échelle du réseau en utilisant l'expansion continue de la fraction de Thomas Stieltjes. Ces travaux ont servi de base à la synthèse de réseaux, bien que les travaux de Cauer n'aient pas été beaucoup utilisés par les ingénieurs, en partie à cause de l'intervention de la Seconde Guerre mondiale, en partie pour des raisons expliquées dans la section suivante et en partie parce que Cauer a présenté ses résultats en utilisant des topologies qui nécessitaient des inductances mutuellement couplées et des transformateurs idéaux. Les concepteurs ont tendance à éviter la complication des inductances mutuelles et des transformateurs lorsque cela est possible, bien que les amplificateurs à double accord (en) couplés à des transformateurs soient un moyen courant d'élargir la bande passante sans sacrifier la sélectivité,,.

## Méthode de l'image par rapport à celle de la synthèse de réseau
Les filtres image ont continué à être utilisés par les concepteurs longtemps après que les techniques supérieures de synthèse de réseau aient été disponibles. Cela s'explique peut-être en partie par une simple inertie, mais surtout par le fait que les filtres de synthèse de réseau requièrent des calculs plus importants, qui nécessitent souvent un processus mathématique itératif. Les filtres image, dans leur forme la plus simple, consistent en une chaîne de sections identiques répétées. La conception peut être améliorée simplement en ajoutant des sections supplémentaires et le calcul requis pour produire la section initiale est du niveau de la conception "à l'envers". Dans le cas des filtres de synthèse de réseau, en revanche, le filtre est conçu comme une entité unique et entière et pour ajouter des sections supplémentaires (c'est-à-dire augmenter l'ordre), le concepteur n'aurait d'autre choix que de revenir au début et de recommencer. Les avantages des conceptions synthétisées sont réels, mais ils ne sont pas écrasants par rapport à ce qu'un concepteur d'images compétent pourrait réaliser, et dans de nombreux cas, il était plus rentable de se passer de calculs fastidieux. Ce n'est tout simplement pas un problème avec la disponibilité moderne de la puissance informatique, mais dans les années 1950, elle était inexistante, dans les années 1960 et 1970, elle n'était disponible qu'à prix coûtant, et elle n'est finalement devenue largement accessible à tous les concepteurs que dans les années 1980, avec l'avènement de l'ordinateur personnel de bureau. Les filtres image ont continué à être conçus jusqu'à ce moment-là et beaucoup sont restés en service jusqu'au 21e siècle.
La difficulté de calcul de la méthode de synthèse du réseau a été résolue en tabulant les valeurs des composants d'un filtre prototype (en), puis en mettant à l'échelle la fréquence et l'impédance et en transformant la forme de bande en fonction des valeurs réellement requises. Ce type d'approche, ou une approche similaire, était déjà utilisé pour les filtres d'image, par exemple par Zobel, mais le concept de "filtre de référence" est dû à Sidney Darlington. Darlington (1939) a également été le premier à tabuler des valeurs pour des prototypes de filtres de synthèse de réseau, mais il a fallu attendre les années 1950 pour que le filtre elliptique de Cauer-Darlington soit utilisé pour la première fois.
Une fois la puissance de calcul facilement disponible, il est devenu possible de concevoir facilement des filtres pour minimiser n'importe quel paramètre arbitraire, par exemple le retard temporel ou la tolérance à la variation des composants. Les difficultés de la méthode de l'image ont été définitivement reléguées au passé, et même le besoin de prototypes est devenu largement superflu,. En outre, l'avènement des filtres actifs a facilité les difficultés de calcul car les sections pouvaient être isolées et les processus itératifs n'étaient alors généralement pas nécessaires.

## Réalisabilité et équivalence
La réalisabilité (c'est-à-dire les fonctions réalisables sous forme de réseaux d'impédance réelle) et l'équivalence (les réseaux qui ont la même fonction de manière équivalente) sont deux questions importantes dans la synthèse de réseaux. Par analogie avec les équations de Lagrange, Cauer a formulé l'équation matricielle,
{\displaystyle \mathbf {[A]} =s^{2}\mathbf {[L]} +s\mathbf {[R]} +\mathbf {[D]} =s\mathbf {[Z]} }
où [Z],[R],[L] et [D] sont les matrices nxn de, respectivement, l'impédance, la résistance, l'inductance et l'élastance d'un réseau à n mailles et s est l'opérateur de fréquence complexe {\displaystyle \scriptstyle s=\sigma +i\omega }. Ici, [R],[L] et [D] sont associés à des énergies correspondant respectivement aux énergies cinétique, potentielle et dissipative de la chaleur dans un système mécanique, et les résultats déjà connus de la mécanique peuvent être appliqués ici. Cauer a déterminé l'impédance du point moteur par la méthode des multiplicateurs de Lagrange ;
{\displaystyle Z_{\mathrm {p} }(s)={\frac {\det \mathbf {[A]} }{s\,a_{11}}}}
où a11 est le complément de l'élément A11 auquel le port unique doit être connecté. À partir de la théorie de la stabilité, Cauer a découvert que [R], [L] et [D] doivent toutes être des matrices définies positives pour que Zp(s) soit réalisable si les transformateurs idéaux ne sont pas exclus. La réalisabilité n'est autrement restreinte que par des limitations pratiques sur la topologie. Ce travail est également dû en partie à Otto Brune (1931), qui a travaillé avec Cauer aux États-Unis avant que ce dernier ne retourne en Allemagne. Une condition bien connue pour la réalisabilité d'une impédance rationnelle à un port, due à Cauer (1929), est qu'elle doit être une fonction de s qui est analytique dans le demi-plan droit (σ>0), avoir une partie réelle positive dans le demi-plan droit et prendre des valeurs réelles sur l'axe réel. Cela découle de la représentation intégrale de Poisson de ces fonctions. Brune a inventé le terme de réel positif pour cette classe de fonctions et a prouvé qu'il s'agissait d'une condition nécessaire et suffisante (Cauer avait seulement prouvé qu'elle était nécessaire) et ils ont étendu le travail aux multiports LC. Un théorème dû à Sidney Darlington stipule que toute fonction réelle positive (en) Z(s) peut être réalisée sous la forme d'un réseau à deux ports sans perte terminé par une résistance positive R. Aucune résistance à l'intérieur du réseau n'est nécessaire pour réaliser la réponse spécifiée,,.
En ce qui concerne l'équivalence, Cauer a trouvé que le groupe des transformations affines réelles,
{\displaystyle \mathbf {[T]} ^{T}\mathbf {[A]} \mathbf {[T]} }
où,
{\displaystyle \mathbf {[T]} ={\begin{bmatrix}1&0\cdots 0\\T_{21}&T_{22}\cdots T_{2n}\\\cdot &\cdots \\T_{n1}&T_{n2}\cdots T_{nn}\end{bmatrix}}}
est invariant dans Zp(s), c'est-à-dire que tous les réseaux transformés sont des équivalents de l'original.

## Approximation
Le problème de l'approximation dans la synthèse de réseaux consiste à trouver des fonctions qui produiront des réseaux réalisables se rapprochant d'une fonction de fréquence prescrite dans des limites fixées arbitrairement. Le problème de l'approximation est important car la fonction idéale de fréquence requise est souvent impossible à obtenir avec des réseaux rationnels. Par exemple, la fonction idéale prescrite est souvent considérée comme la transmission sans perte irréalisable dans la bande passante, l'atténuation infinie dans la bande d'arrêt et une transition verticale entre les deux. Cependant, la fonction idéale peut être approximée par une fonction rationnelle, qui se rapproche de plus en plus de l'idéal à mesure que l'ordre du polynôme augmente. Le premier à s'attaquer à ce problème fut Stephen Butterworth (en) (1930) en utilisant ses polynômes de Butterworth. Indépendamment, Cauer (1931) a utilisé les polynômes de Tchebychev, initialement appliqués aux filtres d'image, et non à la réalisation d'échelle maintenant bien connue de ce filtre,.

### Filtre de Butterworth
Les filtres de Butterworth constituent une classe importante des filtres dus à Stephen Butterworth (en) (1930) qui sont maintenant reconnus comme étant un cas spécial des filtres elliptiques de Cauer. Butterworth a découvert ce filtre indépendamment du travail de Cauer et l'a implémenté dans sa version avec chaque section isolée de la suivante par un amplificateur à tube, ce qui a facilité le calcul des valeurs des composants puisque les sections du filtre ne pouvaient pas interagir entre elles et que chaque section représentait un terme dans les polynômes de Butterworth. Ceci donne à Butterworth le mérite d'être à la fois le premier à s'écarter de la théorie des paramètres d'image et le premier à concevoir des filtres actifs. Il a été démontré par la suite que les filtres de Butterworth pouvaient être mis en œuvre dans une topologie en échelle sans nécessiter d'amplificateurs. William Bennett (1932) est peut-être le premier à l'avoir fait dans un brevet qui présente des formules pour des valeurs de composants identiques à celles d'aujourd'hui. Cependant, à ce stade, Bennett continue de considérer la conception comme une ligne de transmission artificielle et adopte donc une approche fondée sur les paramètres de l'image, bien qu'il ait produit ce qui serait aujourd'hui considéré comme une conception de synthèse de réseau. Il ne semble pas non plus connaître les travaux de Butterworth ni le lien entre eux,.

### Méthode des pertes d'insertion
La méthode de conception des filtres par perte d'insertion consiste essentiellement à prescrire une fonction de fréquence souhaitée pour le filtre en tant qu'atténuation du signal lorsque le filtre est inséré entre les terminaisons par rapport au niveau qui aurait été reçu si les terminaisons étaient connectées l'une à l'autre par l'intermédiaire d'un transformateur idéal les faisant parfaitement correspondre. Des versions de cette théorie sont dues à Sidney Darlington, Wilhelm Cauer et d'autres, qui ont tous travaillé plus ou moins indépendamment, et sont souvent considérées comme synonymes de la synthèse de réseau. L'implémentation du filtre de Butterworth est, en ces termes, un filtre à perte d'insertion, mais c'est un filtre relativement trivial mathématiquement puisque les amplificateurs actifs utilisés par Butterworth garantissaient que chaque étage travaillait individuellement dans une charge résistive. Le filtre de Butterworth devient un exemple non trivial lorsqu'il est entièrement réalisé avec des composants passifs. Un filtre encore plus ancien qui a influencé la méthode de la perte d'insertion est le filtre à double bande de Norton, où l'entrée de deux filtres est connectée en parallèle et conçue de manière que l'entrée combinée présente une résistance constante. La méthode de conception de Norton, associée aux réseaux LC canoniques de Cauer et au théorème de Darlington selon lequel seuls des composants LC sont nécessaires dans le corps du filtre, a donné naissance à la méthode de la perte d'insertion. Cependant, la topologie en échelle s'est avérée plus pratique que les formes canoniques de Cauer.
La méthode de perte d'insertion de Darlington est une généralisation de la procédure utilisée par Norton. Dans le filtre de Norton, on peut montrer que chaque filtre est équivalent à un filtre séparé non terminé à l'extrémité commune. La méthode de Darlington s'applique au cas plus simple et plus général d'un réseau LC à 2 ports terminé aux deux extrémités. La procédure comprend les étapes suivantes :
1. Déterminer les pôles de la fonction de perte d'insertion prescrite,
2. À partir de là, trouver la fonction de transmission complexe,
3. À partir de là, trouver les coefficients de réflexion (en) complexes aux résistances de terminaison,
4. Déterminer l'impédance du point moteur à partir des impédances de court-circuit et de circuit ouvert[note 13],
5. Élargir l'impédance du point moteur dans un réseau LC (généralement en échelle).

Darlington a également utilisé une transformation trouvée par Hendrik Bode qui prédisait la réponse d'un filtre utilisant des composants non idéaux mais ayant tous le même Q.
Darlington a utilisé cette transformation en sens inverse pour produire des filtres avec une perte d'insertion prescrite avec des composants non idéaux. De tels filtres ont la réponse d'insertion-perte idéale plus une atténuation plate sur toutes les fréquences,.

### Filtres elliptiques
Les filtres elliptiques sont des filtres produits par la méthode de perte d'insertion qui utilisent des fonctions rationnelles elliptiques (en) dans leur fonction de transfert comme approximation de la réponse idéale du filtre et le résultat est appelé approximation de Chebyshev. Il s'agit de la même technique d'approximation de Chebyshev que celle utilisée par Cauer pour les filtres d'image, mais elle suit la méthode de conception des pertes d'insertion de Darlington et utilise des fonctions elliptiques légèrement différentes. Cauer a eu des contacts avec Darlington et les laboratoires Bell avant la Seconde Guerre mondiale (il a travaillé pendant un certain temps aux États-Unis), mais pendant la guerre, ils ont travaillé indépendamment l'un de l'autre, faisant parfois les mêmes découvertes. Cauer avait divulgué l'approximation de Chebyshev aux Bell Labs mais ne leur avait pas laissé la preuve. Sergei Schelkunoff a fourni cette preuve et une généralisation à tous les problèmes d'ondulation égale. Les filtres elliptiques constituent une classe générale de filtres qui englobe plusieurs autres classes importantes en tant que cas particuliers : filtre de Cauer (ondulation égale dans la bande passante et la bande d'arrêt), filtre de Tchebychev (ondulation uniquement dans la bande passante), filtre de Tchebychev inversé (ondulation uniquement dans la bande d'arrêt) et filtre de Butterworth (pas d'ondulation dans les deux bandes),.
En général, pour les filtres à perte d'insertion où les zéros de transmission et les pertes infinies sont tous sur l'axe réel du plan de fréquence complexe (ce qui est généralement le cas pour un nombre minimum de composants), la fonction de perte d'insertion peut être écrite comme suit ;
{\displaystyle {\frac {1}{1+JF^{2}}}}
où F est une fonction paire (résultant en un filtre antimétrique (en)) ou impaire (résultant en un filtre symétrique) de la fréquence. Les zéros de F correspondent à des pertes nulles et les pôles de F correspondent à des zéros de transmission. J définit la hauteur de l'ondulation de la bande passante et l'affaiblissement de la bande d'arrêt et ces deux exigences de conception peuvent être interchangées. Les zéros et les pôles de F et J peuvent être fixés arbitrairement. La nature de F détermine la classe du filtre ;
- Si F est une approximation de Chebyshev, le résultat est un filtre de Chebyshev,
- Si F est une approximation maximalement plate, le résultat est un filtre maximalement plat à bande passante,
- Si 1/F est une approximation de Chebyshev, le résultat est un filtre de Chebyshev inversé,
- Si 1/F est une approximation maximalement plate, le résultat est un filtre maximalement plat à bande d'arrêt,

Une réponse de Chebyshev simultanément dans la bande passante et la bande d'arrêt est possible, comme le filtre elliptique à ondulation égale de Cauer.
Darlington raconte qu'il a trouvé à la bibliothèque de New York l'article original de Charles Jacobi sur les fonctions elliptiques, publié en latin en 1829. Dans ce document, Darlington a été surpris de trouver des tableaux dépliants des transformations exactes des fonctions elliptiques nécessaires pour les approximations de Chebyshev du paramètre d'image de Cauer et des filtres à perte d'insertion de Darlington.

### Autres méthodes
Darlington considère que la topologie des circuits accordés couplés implique une technique d'approximation distincte de la méthode des pertes d'insertion, mais produit également des bandes passantes nominalement plates et des bandes d'arrêt à forte atténuation. La topologie la plus courante pour ces circuits est celle des anti-résonateurs shunt couplés par des condensateurs en série, plus rarement par des inductances ou, dans le cas d'un filtre à deux sections, par une inductance mutuelle. Ces filtres sont particulièrement utiles lorsque les exigences de conception ne sont pas trop strictes, c'est-à-dire lorsque la largeur de bande, la décroissance et l'ondulation de la bande passante sont modérées.

## Autres développements et applications notables

### Filtres mécaniques

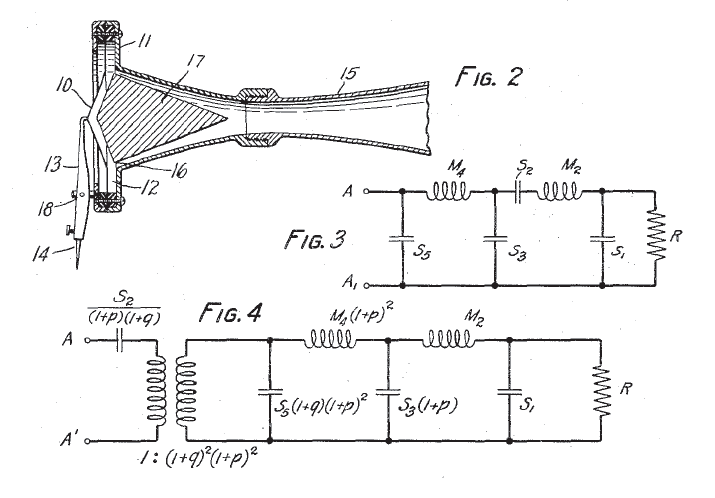
Le filtre mécanique de Norton et son circuit électrique équivalent. Deux équivalents sont montrés, "Fig.3" correspond directement à la relation physique des composants mécaniques ; "Fig.4" est un circuit équivalent transformé obtenu par l'application répétée d'une transformation bien connue, le but étant de supprimer le circuit résonant en série du corps du filtre en laissant un simple réseau en échelle LC.

Vers 1930, Edward Norton conçoit un filtre mécanique destiné aux enregistreurs et lecteurs de phonographes. Norton a conçu le filtre dans le domaine électrique et a ensuite utilisé les correspondances des grandeurs mécaniques aux grandeurs électriques pour réaliser le filtre à l'aide de composants mécaniques. La masse correspond à l'inductance, la rigidité à l'élastance et l'amortissement à la résistance. Le filtre a été conçu pour avoir une réponse en fréquence maximalement plate.
Dans les conceptions modernes, il est courant d'utiliser des filtres à quartz, en particulier pour les applications de filtrage à bande étroite. Le signal existe en tant qu'onde acoustique mécanique lorsqu'il se trouve dans le cristal et est converti par des transducteurs entre les domaines électrique et mécanique aux bornes du cristal.

### Filtres à éléments distribués
Les filtres à éléments distribués sont composés de longueurs de lignes de transmission qui sont au moins une fraction significative d'une longueur d'onde. Les premiers filtres non électriques étaient tous de ce type. William Herschel (1738-1822), par exemple, a construit un appareil avec deux tubes de longueurs différentes qui atténuaient certaines fréquences mais pas d'autres. Joseph-Louis Lagrange (1736-1813) a étudié les ondes sur une corde périodiquement chargée de poids. Le dispositif n'a jamais été étudié ou utilisé comme filtre par Lagrange ou par des chercheurs ultérieurs tels que Charles Godfrey. Cependant, Campbell a utilisé les résultats de Godfrey par analogie électro-mécanique pour calculer le nombre de bobines de charge nécessaires sur ses lignes chargées, le dispositif qui a conduit au développement de son filtre électrique. Lagrange, Godfrey et Campbell ont tous fait des hypothèses simplificatrices dans leurs calculs, ignorant la nature distribuée de leur appareil. Par conséquent, leurs modèles ne présentaient pas les bandes passantes multiples qui sont une caractéristique de tous les filtres à éléments distribués. Les premiers filtres électriques qui ont été véritablement conçus selon les principes des éléments distribués sont dus à Warren P. Mason à partir de 1927.

### Filtres transversaux
Les filtres transversaux ne sont généralement pas associés à des implémentations passives, mais le concept peut être trouvé dans un brevet de Wiener et Lee de 1935 qui décrit un filtre constitué d'une cascade de sections passe-tout (en). Les sorties des différentes sections sont additionnées dans les proportions nécessaires pour aboutir à la fonction de fréquence requise. Cela fonctionne selon le principe que certaines fréquences seront en antiphase, ou proches de l'antiphase, dans différentes sections et auront tendance à s'annuler lorsqu'elles seront additionnées. Ce sont les fréquences rejetées par le filtre et elles peuvent produire des filtres avec des coupures très nettes. Cette approche n'a pas trouvé d'applications immédiates et n'est pas courante dans les filtres passifs. Cependant, le principe trouve de nombreuses applications en tant que ligne à retard active pour les filtres à large bande temps discret tels que la télévision, le radar et la transmission de données à grande vitesse,.

### Filtre adapted (Matched filters)
L'objectif des filtres adaptés est de maximiser le rapport signal/bruit (S/N) au détriment de la forme de l'impulsion. La forme de l'impulsion, contrairement à de nombreuses autres applications, n'est pas importante pour le radar, alors que le rapport signal/bruit est la principale limite à la performance. Les filtres ont été introduits pendant la Seconde Guerre mondiale (décrits en 1943) par Dwight North et sont souvent appelés de manière éponyme "filtres de North",.

### Filtres pour les systèmes de contrôle
Les systèmes de contrôle ont besoin de filtres de lissage dans leurs boucles de rétroaction avec des critères pour maximiser la vitesse de mouvement d'un système mécanique jusqu'à la consugne prescrite et en même temps minimiser les dépassements et les mouvements induits par le bruit. Un problème clé est l'extraction de signaux gaussiens à partir d'un arrière-plan bruyant. Un premier article sur ce sujet a été publié pendant la Seconde Guerre mondiale par Norbert Wiener, avec une application spécifique aux ordinateurs analogiques de contrôle des tirs antiaériens. Rudy Kalman (filtre de Kalman) a ensuite reformulé ce problème en termes de lissage et de prédiction dans l'espace d'état, où il est connu sous le nom de problème de contrôle linéaire-quadratique-gaussien. Kalman a commencé à s'intéresser aux solutions de l'espace d'état, mais selon Darlington, cette approche peut également être trouvée dans le travail de Heaviside et avant.

## Pratique moderne
Les filtres LC à basse fréquence sont peu pratiques et deviennent gênants ; les composants, en particulier les inductances, deviennent chers, encombrants, lourds et non idéaux. Par exemple, une inductance réelle de 1 H nécessitent de nombreuses spires sur un noyau à haute perméabilité ; ce matériau aura des pertes élevées et des problèmes de stabilité (par exemple, un coefficient de température élevé). Pour des applications telles que les filtres de réseau, cet inconvénient doit être toléré. Pour les applications de basse tension et de basse fréquence, les filtres RC sont possibles, mais ils ne peuvent pas mettre en œuvre des filtres avec des pôles ou des zéros complexes. Si l'application peut utiliser de l'énergie, des amplificateurs peuvent être utilisés pour fabriquer des filtres actifs RC qui peuvent avoir des pôles et des zéros complexes. Dans les années 1950, des filtres RC actifs Sallen-Key (en) ont été fabriqués avec des amplificateurs à tubes à vide ; ces filtres remplaçaient les bobines encombrantes par des tubes à vide encombrants et chauds. Les transistors ont permis de concevoir des filtres actifs plus économes en énergie. Plus tard, des amplificateurs opérationnels peu coûteux ont permis de concevoir d'autres topologies de filtres RC actifs. Bien que les filtres actifs soient courants aux basses fréquences, ils n'étaient pas pratiques aux hautes fréquences où les amplificateurs n'étaient pas idéaux ; les filtres LC (et les lignes de transmission) étaient toujours utilisés aux fréquences radio.
Progressivement, le filtre RC actif basse fréquence a été supplanté par le filtre à condensateurs commutés qui fonctionnait dans le domaine temporel discret plutôt que dans le domaine temporel continu. Toutes ces technologies de filtrage nécessitent des composants de précision pour un filtrage de haute performance, ce qui exige souvent que les filtres soient réglés. Les composants réglables sont coûteux et la main-d'œuvre nécessaire pour effectuer le réglage peut être importante. Accorder les pôles et les zéros d'un filtre elliptique d'ordre 7 n'est pas un exercice simple. Les circuits intégrés ont rendu le calcul numérique peu coûteux, de sorte que le filtrage des basses fréquences est désormais effectué à l'aide de processeurs de signaux numériques. Ces filtres numériques n'ont aucun problème à mettre en œuvre des valeurs ultra-précises (et stables), de sorte qu'aucun réglage ou ajustement n'est nécessaire. Les filtres numériques n'ont pas non plus à se préoccuper des chemins de couplage parasites et du blindage des différentes sections du filtre les unes par rapport aux autres. L'inconvénient est que le traitement numérique du signal peut consommer beaucoup plus d'énergie qu'un filtre LC équivalent. La technologie numérique bon marché a largement supplanté les implémentations analogiques des filtres. Cependant, ils ont encore une place occasionnelle dans les applications les plus simples telles que le couplage où des fonctions sophistiquées de fréquence ne sont pas nécessaires,. Les filtres passifs sont toujours la technologie de choix aux fréquences micro-ondes.

### Pour en savoir plus
- (en) T. C. Fry, « The use of continued fractions in the design of electrical networks », Bulletin of the American Mathematical Society, vol. 35,‎ 1929 (full text available), p. 463–498 (lire en ligne).